# Жозефіна Богарне
Жозефі́на Богарне́ (фр. Joséphine de Beauharnais), до шлюбу Марі-Жозе́ф-Роз Таше́ де ля Пажері́ (фр. Marie-Joseph-Rose de Tascher de la Pagerie); 23 червня 1763, Труаз-Іле, Мартиніка — 29 травня 1814, Мальмезон) — імператорка Франції (1804—1809), перша дружина Наполеона I, через дітей споріднена з кількома королівськими сім'ями Європи.

## Біографія

### Ранні роки
Народилася в містечку Труа-Іле на карибському острові Мартиніка в знатній родині Жозефа-Ґаспара де Таше, лейтенанта морської піхоти, та Роз-Клер де Верж де Сануа. Батько володів плантацією цукрової тростини і дещо збіднів після урагану, що зруйнував їх маєток у 1766 році. Частину дитинства Жозефіна провела у монастирі.
Тим часом збіднілий батько шукав дочкам вигідних наречених, щоб поправити фінансовий стан родини. Спочатку сестра батька Едме домовилася про шлюб молодшої сестри, Катрін-Дезіре, з віконтом Олександром де Богарне, нащадком багатих аристократів Франції. Однак 16 жовтня 1777 р. Катрін померла на Мартиніці, і на її місце призначили Жозефіну. В жовтні 1779 р. вона з батьком приїхала до Франції і одружилася з віконтом Александром 13 грудня 1779 р. 20-річний чоловік продовжував вести світське життя, залишивши Жозефіну наодинці: шлюб не був щасливим. Попри це Жозефіна народила двох дітей — Ежен (1781—1824) та Гортензія Богарне (1783—1837).

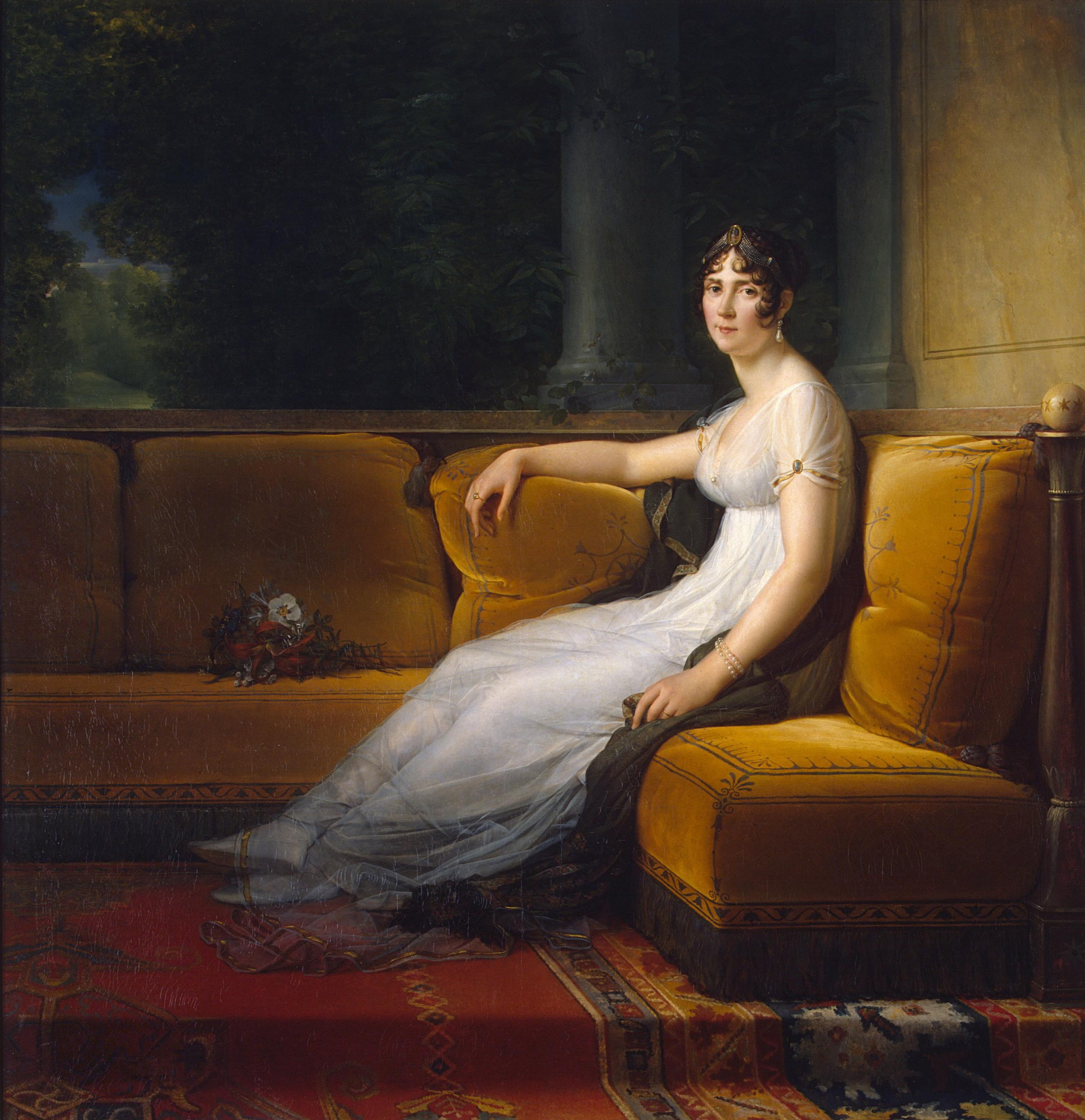
Жозефіна. Портрет Франсуа Жерара

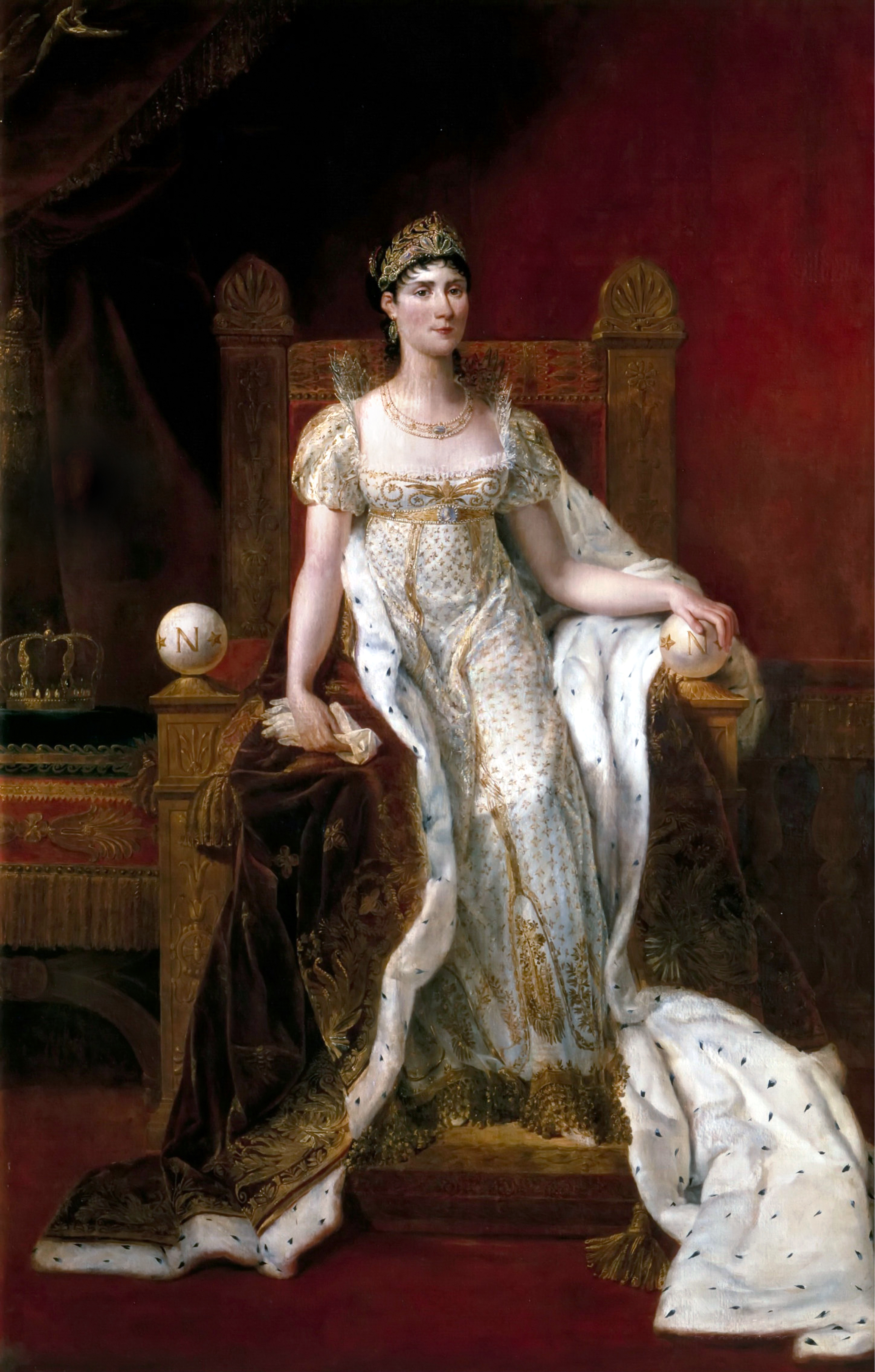
Жозефіна де Богарне, імператриця Франції (1763—1814). Картина Гійома Гійон-Летьєра,

У чергову відсутність чоловіка в діловій подорожі Америкою Жозефіна почала вести власне світське життя, влаштовувати прийоми, приймати гостей. Чоловік був невдоволений цим і підозрював її у невірності, тож подав у суд Парижа з вимогою розлучення, але програв справу. Шлюб був зруйнований, і Жозефіна з дітьми повернулася до батька на Мартиніку. Через чотири роки, у 1791, чоловік умовляє її повернутися у Францію. Він тоді брав активну участь у Французькій революції, був членом Установчих зборів, командував революційною армією. У 1793 чоловіка Жозефіни звільнили з армії та запідозрили у зраді й контрреволюційних симпатіях і посадили 2 березня 1794 року до в'язниці. Жозефіну ув'язнили 19 квітня 1794 як співчуваючу контрреволюціонерам. За вироком Комітету громадської безпеки чоловіка засудили до смерті і стратили на гільйотині 23 липня 1794 р. Смерть також загрожувала і Жозефіні, але завдяки клопотанням інших революціонерів їй вдалося звільнитися через три дні після його смерті 27 липня 1794 р.

### Імператриця Франції
Повернувшись з тюрми, завдяки новим знайомим, зокрема Полю Баррасу, Жозефіна змогла отримати спадщину чоловіка і почала вести світське життя, приймати в своєму маєтку в Парижі відомих осіб республіки.
За рекомендацією Барраса у 1795 р. вона знайомиться з молодшим на 6 років генералом Бонапартом зі значно скромнішої родини. Він відразу закохався в Жозефіну і в січні 1796 р. запропонував шлюб. За порадами друзів Жозефіна погодилася, і цивільний шлюб було укладено 9 березня 1796 р., єдиним свідком був ад'ютант Бонапарта — Жан Лемарруа. Через два дні Наполеона призначили командувачем армії в Італії і він вирушив на фронт, однак продовжував писати Жозефіні майже щодня. Вона відповідала на листи неохоче і рідко, почала позашлюбний зв'язок з паризьким аристократом Іполітом Шарлем. Плітки про роман швидко сягнули чоловіка.

Жозефіна під час коронації. Картина Жака-Луї Давида Коронація Наполеона

Уникнувши розлучення, Жозефіна стала обережнішою у виборі друзів, хоча і вона, і Наполеон продовжували позашлюбні стосунки. В своєму новому маєтку Мальмезон вона приймала майже всіх відомих політиків Франції, що також допомогло Наполеонові в організації перевороту 18 брюмера.
Через проголошення чоловіка імператором, що прийшов до влади спочатку як диктатор, Жозефіна повинна була стати імператрицею. Перед коронацією між ними виникли суперечки, здебільшого через подружню зраду Наполеона і неможливість Жозефіни мати дітей. Завдяки посередництву дочки Гортензії шлюб знову вдалося зберегти, і разом з чоловіком Жозефіна була проголошена імператрицею Франції 2 грудня 1804 р.
Імператорський статус дозволив Жозефіні вигідно одружити дітей: Ожен Богарне пошлюбився з дочкою короля Баварії, а Гортензія у 1806 р. стала королевою Нідерландів.
Але, оскільки вона не змогла народити спадкоємця престолу (після весілля Жозефіна виявила безпліддя), 10 січня 1810 р. зареєстровано розлучення. Пізніше Наполеон одружився з австрійською принцесою Марією Луїзою заради миру між Францією та Австрією, яка народила від нього сина.
Жозефіна прожила решту життя в Мальмезоні.

## Останні роки
Після розлучення Жозефіна поселилася у своєму маєтку Мальмезон і продовжила світське життя. Попри розрив, Наполеон зберіг почуття до неї, регулярно їй писав і навіть перед збором армії на Росію відвідав Жозефіну, щоб дізнатися її думку щодо цієї війни. Жозефіна була проти походу. З крахом Наполеона та засланням на острів Ельба вони продовжили листування і вона навіть планувала відвідати колишнього чоловіка, але не отримала на це дозвіл.
Через два місяці на балу в честь російського царя Олександра I Жозефіна захворіла й через кілька днів померла, 29 травня 1814 р., від запалення легенів. Наполеон сприйняв смерть Жозефіни тяжко, за переказами його останніми словами на острові Св. Елени були: «Франція, армія, Жозефіна».

## Пам'ять
У маєтку Мальмезон, де вона жила після розлучення з Наполеоном та в епоху падіння Імперії, її діти спорудили їй в 1822 році пам'ятник. Ще за життя Жозефіни, котра захоплювалася ботанікою і садівництвом, в її честь було названо два роди рослин — Лапажерія (Lapageria, за її дошлюбним прізвищем) і Жозефінія (Josephinia).